# اسماعیل
اسماعیل (به عبری: יִשְׁמָעֵאל، ال می‌شنود) مطابق روایت سفر پیدایش در تَنَخ، پسر ابراهیم از هاجر، بردهٔ مصری ساره بود. ابراهیم با درخواست ساره و تأیید خدا اسماعیل و مادرش را از خانه بیرون کرد تا اسحاق تنها وارث او باشد. اسماعیل در زمان مرگ ابراهیم به خانه بازگشت و با کمک اسحاق او را دفن کرد. تنخ او را «مردی به فرمان خدا و بهترین فرزند حضرت ابراهیم » و نیای بنی‌اسماعیل (شوموئیل) معرفی کرده که اتحادیه ایلاتی چادرنشینی در خاورمیانه باستان بود. کشفیات باستان‌شناسی پژوهش‌های تاریخی نشان می‌دهد اسماعیل در اواخر قرن ۷ پیش از میلاد توسط پادشاهی یهودا به یکی از پسران ابراهیم تبدیل شد تا سلطهٔ پادشاهی یهودا بر شوموئیل را مشروعیت ببخشد، زیرا پادشاهی یهودا ابراهیم را نیای خود محسوب می‌کرد.
به اسماعیل در قرآن هم اشاره شده اما روایت اسلامی تفاوت‌هایی با آنچه در تنخ آمده، دارد. قرآن نام پسری که ابراهیم قصد قربانی‌کردنش را داشت، مشخص نکرده و اغلب مسلمانان آن پسر را اسماعیل می‌دانند که ریشه در رقابت یهودیان و اعراب دارد. در سوره‌های مکی اطلاعات خاصی دربارهٔ اسماعیل دیده نمی‌شود و تنها نام او ذکر شده اما در سوره‌های مدنی جایگاهش بالاتر رفته و در کنار پدرش ابراهیم سازنده کعبه معرفی شده‌است.

## روایت کتاب مقدس
الوهیم به ابراهیم (که در این نقطه از داستان ابرام نام دارد) و ساره (که او نیز در این نقطه نامش سارای است) وعده فرزندی داده بود اما بعد از گذشت ۱۰ سال این وعده هنوز محقق نشده بود؛ نتیجتاً، ساره برده مصری خود هاجر را به ابراهیم بخشید تا با او آمیزش کند و بدین طریق ساره صاحب فرزندی شود. این شیوه فرزندآوری (از طریق زن یا مردی دیگر) رسمی رایج در خاورمیانه باستان بوده‌است. زمانی‌که هاجر از ابراهیم حامله شد به دیده تحقیر به ساره نگریست و ساره به همین دلیل شکایت نزد ابراهیم برد؛ ساره به ابراهیم گفت: «ظلمی که بر من رفته بر گردن توست! بادا که الوهیم میان من و تو داوری کند.» اما ابراهیم پاسخ داد: «آن برده در اختیار توست. هر چه خواهی با او بکن.» پس ساره با هاجر بدرفتاری کرد و به همین دلیل، هاجر از خانه گریخت و راه مصر در پیش گرفت. مضامین داستان خروج بردگان اسرائیلی از مصر به رهبری موسی اینجا برعکس شده‌است: برده مصری از خانه صاحبان اسرائیلی‌اش می‌گریزد و مقصدش مصر است. فرار هاجر از خانه ابراهیم نسخه دیگری از همان قصه بیرون انداختن او و اسماعیل از خانه توسط ابراهیم است. هر دو این قصه‌ها در واقع نسخه‌های مختلفی از یک قصه عامیانه قدیمی‌تر هستند.
فرشته الوهیم هاجر را در کنار چشمه‌ای در راه شور یافت. اینجا از فرشته نام برده شده اما در ادامه هاجر فرشته الوهیم را یک خدا محسوب می‌کند. فرشته به هاجر گفت: «هاجر، برده ساره، از کجا آمده‌ای و به کجا می‌روی؟» هاجر پاسخ داد: «از بانویم ساره فرار می‌کنم.» فرشته الوهیم به او گفت: «نزد بانویت بازگرد و تابع او باش.» فرشته همچنین ادامه داد: «فرزندانت را به اندازه‌ای زیاد خواهم کرد به دلیل تعدادشان قابل شمارش نباشند. صاحب پسری خواهی شد و نامش را اسماعیل خواهی گذاشت؛ او مردی وحشی خواهد بود.» هاجر خدایی که با او ملاقات کرده بود را «ال روی» نامید زیرا با او ملاقات کرد و نمرد. آن چاه نیز به «بئر لحی روی» موسوم شد. هاجر به خانه بازگشت و پسری زایید. ابراهیم او را اسماعیل نام داد. در این نقطه، برخلاف آنچه پیشتر روایت شده بود، ابراهیم است که اسم کودک را اسماعیل می‌گذارد. ابراهیم در این زمان ۸۶ ساله توصیف شده‌است.

در باب ۱۷ به عهد ابراهیم و الوهیم پرداخته شده‌است. این بخش ریشه در منبع پی دارد و دومین بار در پیدایش است که نویسنده منبع پی به عهد خدا و نیاکان اسرائیل پرداخته‌است. ال شدای (خدای کوهستان، اشاره به محل زندگی این خدا) وعده فرزندان بسیار که به ابراهیم داده بود را تجدید و نام او را از ابرام به ابراهیم و نام همسرش را از سارای به ساره عوض کرد، به او خبر داد پسر جدیدش که اسحاق نام دارد، به زودی متولد خواهد شد و قرار شد به نشانه عهدشان، ابراهیم و تمام فرزندان مذکرش ختنه شوند. الوهیم به ابراهیم وعده داد از نسل اسحاق ملت‌ها و پادشاهان پدید خواهند آمد اما زمانی که ابراهیم از او دربارهٔ نقش اسماعیل پرسید، وی پاسخ داد: «عهد من با اسحاق است.» اما همچنین دربارهٔ اسماعیل به ابراهیم گفت: «تو را شنیدم (بازی با کلمات، اسماعیل در لغت به معنای «ال می‌شنود» است) و او را برکت خواهم داد و او به ملت بزرگی تبدیل خواهد شد اما عهد من با اسحاق است.» بعد از پایان گفتگو، ابراهیم خودش، پسرش اسماعیل و بردگان مذکرش را ختنه کرد؛ اسماعیل در زمان ختنه شدن ۱۳ ساله بود.

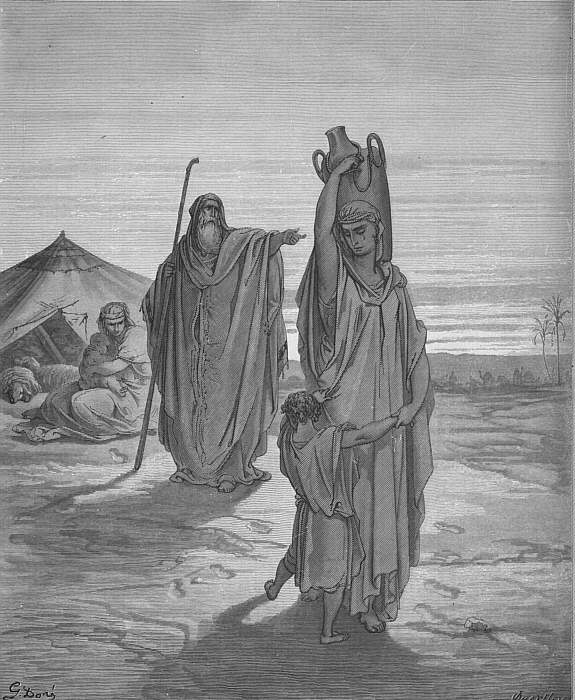
بیرون‌شدن هاجر و اسماعیل اثر گوستاو دوره، سال ۱۸۶۶

بعد از اینکه اسحاق متولد شد، او را در هشت روزگی ختنه کردند. روزی که اسحاق را از شیر گرفتند، ساره اسماعیل را دید که با اسحاق بازی می‌کند (بازی با کلمه «سحق»، به معنای خندیدن و ریشه نام اسحاق؛ اینجا می‌تواند به معنای تمسخر هم باشد). به همین دلیل، ساره به ابراهیم گفت: «زن برده و پسرش را بیرون کند زیرا او نباید مثل پسر من وارث تو باشد.» ابراهیم از این مسئله ناراحت شد اما خدا به او گفت: «به خاطر آن پسر و زن برده نگران نباش؛ همانگونه که ساره به تو گفته عمل کن زیرا نسل تو از اسحاق خوانده خواهد شد. از آن پسر نیز ملت بزرگی پدید خواهم آورد، چون او پسر توست.» پس ابراهیم صبح زود از خواب بیدار شد و هاجر را به همراه اسماعیل که ۱۴ ساله بود، به همراه نان و مشک آبی از خانه بیرون کرد. هاجر و اسماعیل رفتند و به بیابان بئرشبع رسیدند. آنجا مشک آب تمام شد و هاجر پسرش را زیر بوته‌ای گذاشت و خود به اندازه پرتاب یک تیر از او فاصله گرفت تا مرگ او را نبیند. وقتی هاجر شروع به گریستن کرد، الوهیم صدای پسر را شنید (دوباره بازی با کلمه اسماعیل) و فرشته خدا به هاجر گفت: «هاجر، چه تو را آشفته کرده؟ نگران نباش، الوهیم صدای پسر را شنیده. بیا پسر را بگیر زیرا از او ملت بزرگی به وجود خواهم آورد.» پس هاجر چاه آبی دید و مشک را پر کرد. اسماعیل و مادرش در بیابان پاران ساکن شدند. اسماعیل آنجا رشد کرد و در تیراندازی مهارت یافت. هاجر از سرزمین صمر برای او زن گرفت. او صاحب ۱۲ پسر شد. به اسماعیل بار دیگر در روایت مرگ ابراهیم اشاره شده و او با کمک اسحاق پدرش را دفن کرد. اسماعیل در ۱۳۷ سالگی مرد.

## اسماعیل در اسلام

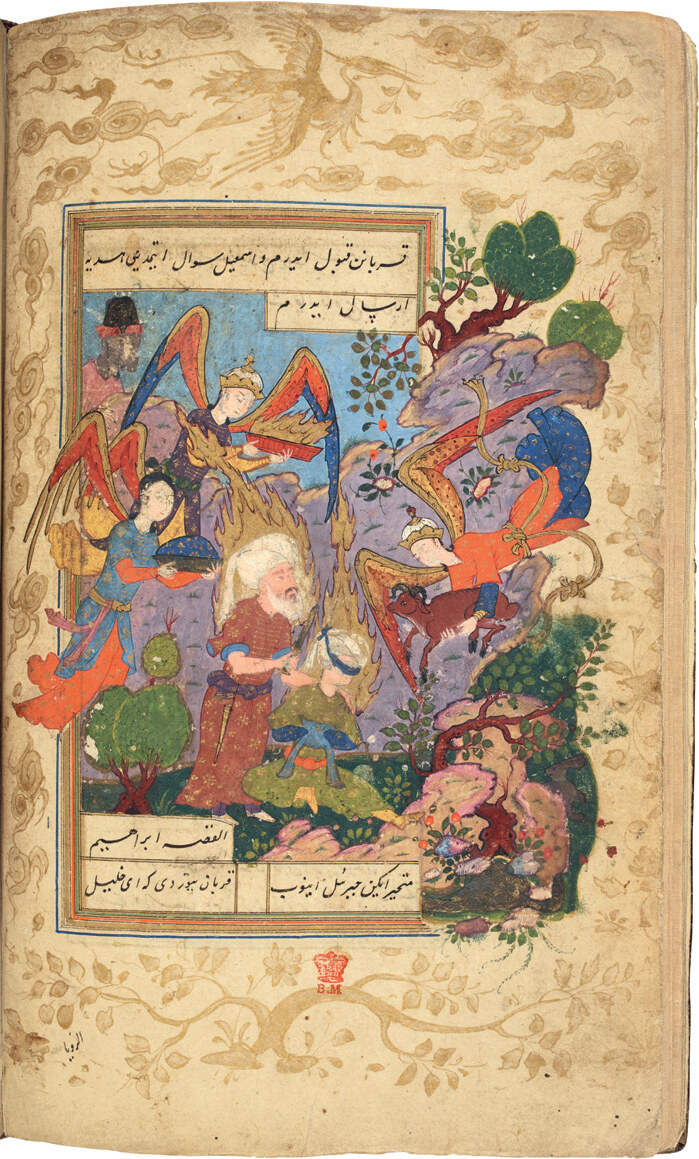
قربانی کردن پسر ابراهیم (اسماعیل طبق عقاید اسلام)، که جبرئیل در آخرین لحظه ابراهیم را متوقف می‌کند. از کتاب "حدیقة السعداء"، اواخر قرن ۱۶ و اوایل قرن ۱۷، ترکیه.

در روایات سنتی اسماعیل جد بزرگ اعراب محسوب می‌شود. اعراب خود را از نسل اسماعیل می‌دانند. برخلاف یهودیان و مسیحیان، مسلمانان معتقد به پیغمبری و رسالت اسماعیل هستند. اما در عین حال تنها ابراهیم در قرآن امام خوانده شده‌است.
در قرآن بلافاصله پس از نقل ماجرای ذبح تنها فرزند ابراهیم، خدا نوید اسحاق را به عنوان پاداش به او می‌دهد. همچنین در روایات اسلامی، قول قوی این است که قربانی، اسماعیل بود؛ ولی در کتاب مقدس بخش عهد عتیق، خداوند(یهوه) دستور قربانی کردن اسحاق را به ابراهیم داد، با این توضیح که «نخست زاده خود را قربانی کن.» مسلمانان معتقدند که خانه کعبه به دست ابراهیم و فرزندش اسماعیل در مکه تجدید بنا شده‌است و اسماعیل حجرالاسود را یافته‌است. سیره‌نویسان مسلمان، محمد را از نوادگان قیدار پسر اسماعیل دانسته‌اند.

## بنی‌اسماعیل
لفظ اسماعیلیان (عبری: ישׁמעאלי) (با اسماعیلیان شیعه اشتباه نشود) چندین بار در عهد عتیق به کار رفته‌است و معمولاً گمان می‌شود منظور تنها فرزندان اسماعیل است، ولی کتاب پنجاهه‌ها به روشنی اسماعیلیان را شامل نسل اسماعیل و ۶ برادرش از قطوره دانسته و اعراب را از آنان دانسته‌است.